# Tampa Bay Lightning
O Tampa Bay Lightning é um time de hóquei no gelo baseado em Tampa, Flórida, que disputa a NHL e joga na Conferência Leste. O Lightning tem três Stanley Cups, conquistadas em 2004, 2020 e 2021.

## História

### O Começo
No final da década de 80, a NHL anunciou planos de expansão. Dois grupos da Baía de Tampa começaram projetos para ganhar um time para a região, um em St. Petersburg liderado pelo dono da Compuware Peter Karmanos e o ex-jogador Jim Rutherford (que mais tarde comprariam o Hartford Whalers, atual Carolina Hurricanes) e outro em   Tampa dos irmãos ex-atletas Phil e Tony Esposito. Apesar do grupo de Karmanos ter sido considerado favorito, eventualmente os Espositos conseguiram a franquia em 1990 após conquistar o apoio financeiro de empresários japoneses. Após receber o direito a um time,  Esposito chegou ao nome "Lightning" ("Relâmpago") ao presenciar uma tempestade de raios, fenômeno comum na região, visitando um amigo advogado.
Embora o próprio nascimento do Tampa Bay Lightning tenha ocorrido quase dois anos antes, a equipe deu seus primeiros passos de bebê quando 72 jogadores reunidos no agitado gelo no Lakeland Civic Center em 12 de setembro de 1992. Entre os esperançosos Lightnings reuniram para tentar pegar o olho do Gerente Geral Phil Esposito e do Técnico Terry Crisp foram NHL regulares (Rob Ramage, Marc Bergevin, Doug Crossman, Adam Creighton), recauchutados esperando outra oportunidade (Ron Duguay, Larry Melnyk) e incógnitas, como Kevin MacKay, Rich Braccia e Daniel Shank.
Um tempo antes, jogadores como Brian Bradley, John Tucker, Chris Kontos, Danton Cole, Wendell Young e Rob Zamuner que se tornariam idolos de uma das mais fieis torcidas da NHL. Com o roster aparado em Manon Rheaumes e Jeff Bloembergs do mundo e com a primeira escolha do draft Roman Hamrlik que assinou horas antes do primeiro Faceoff, a equipe fez uma inesperada e inesquecível estréia com uma vitória 7-3 contra o campeão da Conferência Campbell, o Chicago Blackhawks diante de uma multidão de 10.425 no Expo Hall.
O inesperado início iria revelar-se um sinal de que mais surpresas estavam por vir para o "time mais trabalhador da NHL" que aparentemente não sabia que estava prestes a ocorrer uma virada. Um dos pontos altos da temporada veio em 13 de novembro no Expo Hall. Essa noite goleiro Pat Jablonski realizou o primeiro shutout na história da franquia (1-0 versus Ottawa) e com 9-8-2 os “Bolts” se encontraram no topo da Norris Division com Detroit Red Wings, Chicago Blackhawks, Toronto Maple Leafs, St. Louis Blues e Minnesota North Stars na sua retaguarda.
No entanto, os próximos 12 jogos trariam o time de volta a terra, com uma sequencia de 1-11-0 os Lightnings foram parar em último na divisão. Excitação nunca foi um problema na primeira temporada dos Lightnings, que mostrou poder dominar algumas das potencias da NHL (como evidenciado por uma vitória de 6x1 em cima do Edmonton, em 20 de outubro), ou fazendo 5 gols na derrota 10-5 contra Detroit em 23 de novembro.
Memoráveis destaques da temporada incluem: A primeira vitória da franquia fora de casa, 2-1 em St. Louis em 13 de outubro; o “defenseman” Doug Crossman's em uma noite onde escorou 6 pontos entre assistências e gols (outro recorde que continua de pé) na primeira vitória na prorrogação da equipe, 7-5 sobre os New York Islanders na casa deles no dia 7 de novembro; Uma vitória 6-4 contra o Detroit em casa no dia 11 de novembro; no último jogo em casa da temporada toda a equipe foi considerada a “primeira estrela do jogo” (first star of the game) e voltou ao gelo para saudar toda a torcida.
No final da temporada a equipe teria feito um temporada melhor do que esperado 23-54-7, Bradley estabeleceria um recorde da NHL de metas em um “non-WHA” da equipe com 42. Antes do final da temporada a equipe teria parte com originais Ramage, Crossman, Basil McRae, Anatoli Semenov, Peter Taglianetti e Mike Hartman como Esposito estocadas jovens talentos e escolhas no draft com um olho em direção ao futuro.
Aqueles que tiveram a sorte de desfrutar da temporada 1992-93 vendo o Tampa Bay Lightning em ação irão se lembrar de uma equipe que freqüentemente estava perdendo com placar apertado, mas que nunca desistia. Eles também irão se lembrar de uma época específica que lançaram as bases para uma década de Tampa Bay Lightning.

### O título de 2004
Após anos de futilidade, na temporada 2002-03 o Lightning se mostrava uma das equipes insurgentes da liga. Liderados pelo técnico John Tortorella e o capitão Dave Andreychuk, a equipe do goleiro Nikolai Khabibulin e os artilheiros Brad Richards, Vincent Lecavalier e Martin St. Louis venceu a Divisão Sudeste e voltou aos playoffs depois de 7 anos. Conseguiram vencer o Washington Capitals na primeira rodada antes da eliminação para o New Jersey Devils, que depois seria campeão da liga.
A temporada 2003-04 teria os "Bolts" como equipe mais vitoriosa do Leste e segunda maior da liga atrás do Detroit Red Wings. Com 38	gols e 56 assistências, St. Louis venceu o Troféu Memorial Hart como melhor jogador da temporada regular e o Troféu Art Ross como líder de pontos. Nos playoffs, o Lightning venceu o New York Islanders em cinco jogos e varreu o Montreal Canadiens antes de disputada final de conferência contra o Philadelphia Flyers. Após vencer os Flyers em 7 jogos, os Bolts classificaram-se para sua primeira final da NHL. Contra um Calgary Flames que bateu os três melhores times do Oeste, os Bolts novamente tiveram que disputar sete partidas antes do jogo decisivo na Flórida, onde dois gols de Ruslan Fedotenko deram a Copa Stanley para o Lightning.

### Decadência pós-título
Após a Temporada 2004-05 da NHL ser varrida por um locaute, os Bolts tiveram desempenho medíocre no retorno da liga em 2005-06. Com 43 vitórias e 39 derrotas, conseguiram a última vaga para a pós-temporada no Leste, e venceram apenas um jogo na primeira rodada diante dos Ottawa Senators. Desempenhos similares em 2006-07 garantiram a sétima colocação na conferência, e nova derrota na primeira rodada, 4-2 pros Devils. Por fim, 2007-08 teve o Lightning acabando na última colocação geral da liga, levando à demissão de Tortorella.
O mau desempenho garantiu a Tampa Bay a primeira seleção do Draft de 2008, escolhendo o jovem atacante Steven Stamkos. Stamkos logo se tornaria um dos artilheiros da liga, vencendo o Troféu Maurice "Rocket" Richard por mais gols na temporada em 2010 e 2012. Os Bolts conseguiram voltar a serem competitivos em 2010-11, igualando as 46 vitórias da temporada vitoriosa de 2003-04 e se classificando em quinto no Leste. Após baterem o Pittsburgh Penguins em sete jogos, varreram os Capitals que tinham sido o melhor time da conferência, voltando às finais do Leste após 7 anos. Uma disputada série  com o Boston Bruins só foi resolvida no final do sétimo jogo, com um gol de Nathan Horton classificando o time de Boston (que mais tarde venceria a Copa Stanley). As duas temporadas seguintes novamente viram Tampa fracassando em se classificar, levando o capitão Vincent LeCavalier a sair da equipe e ir para o Philadelphia Flyers. Martin St. Louis assumiu como capitão.

### Retorno às finais
Com seu novo goleiro Ben Bishop, os Bolts começaram bem a temporada 2013-14, ainda que em novembro Stamkos fraturou a tíbia em um jogo, ficando afastado até março. No começo de 2014, Martin St. Louis se revoltou com o gerente Steve Yzerman não convocá-lo para a seleção canadense que disputaria os Jogos Olímpicos de Inverno de 2014, chamando o ainda lesionado Stamkos. St. Louis só entrou para a seleção após os médicos não liberarem Stamkos, eventualmente vencendo a medalha de ouro em Sochi. Porém após as Olimpíadas exigiu uma troca, e Yzerman trocou St. Louis pelo capitão do New York Rangers, Ryan Callahan. O Lightning acabou com o terceiro melhor resultado do Leste, porém ao entrar nos playoffs com Bishop lesionado, foram varridos pelo Montreal Canadiens.
2014-15 marcou outra temporada bem-sucedida para os Bolts, que com Bishop e Stamkos de volta mais os jovens atacantes Tyler Johnson, Ondrej Palat e Nikita Kucherov, novamente terminaram em terceiro no Leste, mas dessa vez com sucesso na pós-temporada. Após bater o Detroit Red Wings em sete jogos, vingaram a derrota para os Canadiens, e bateram os Rangers que tinham sido o melhor time da temporada regular em sete jogos, levando o Lightning à segunda final da Copa Stanley. O adversário era o Chicago Blackhawks, marcando a primeira vez que uma equipe enfrentou quatro dos Original Six seguidos na pós-temporada. Apesar dos Bolts abrirem vantagem de 2 a 1 nas finais, os Blackhawks venceram três seguidos para fechar a série em 4-2 no United Center.

### Competitividade e bicampeonato consecutivo
O Lightning continuaria como um dos melhores times da liga na temporada 2015-16, dessa vez caindo na final de conferência em sete jogos para o eventual campeão Pittsburgh Penguins. Após um ano fora da pós-temporada, no qual Tampa Bay contou com Stamkos em só 17 jogos e terminou um ponto abaixo do último classificado Toronto, 2017-18 voltou a ver o Lightning na final de conferência, onde perderam em 7 jogos para o eventual campeão Washington Capitals.
2018-19 viu Tampa Bay ter uma das temporadas regulares mais dominantes da história, empatando o recorde de 62 vitórias estabelecido por Detroit em 1995-6 e levando o Troféu dos Presidentes. Porém a pós-temporada foi um fiasco, com o Lightning perdendo quatro partidas seguidas para o Columbus Blue Jackets, que jamais tinha vencido uma série de playoffs, e também fazendo Tampa ter o primeiro vencedor do Troféu dos Presidentes a ser eliminado sem vitórias.
Mesmo perdendo Stamkos no começo da temporada quando o capitão precisou reparar um músculo, o Lightning era um dos melhores times da NHL quando a pandemia de COVID-19 forçou a NHL a interromper a temporada 2019-20, e eventualmente cancelar o resto dos jogos classificatórios para no lugar estender a pós-temporada quatro meses depois. Após três jogos para determinar sua posição na chave eliminatória, Tampa Bay se viu novamente diante de Columbus, mas dessa vez venceu em cinco jogos. Vitórias diante do Boston Bruins e o New York Islanders se seguiram para mandar o Lightning para sua terceira final, dessa vez contra o Dallas Stars. Dallas venceu o primeiro e o quinto jogo da série decisiva, jogada inteiramente em Edmonton, mas não impediram o Tampa Bay Lightning de levar seu segundo título no jogo 6.
A temporada seguinte, que por causa da pandemia teve jogos apenas em 2021 e um realinhamento que mandou o Lightning para a Divisão Central, viu o Lightning terminar em terceiro apesar da ausência de Nikita Kucherov, artilheiro dos playoffs anteriores, da temporada regular por uma cirurgia no quadril. Nos playoffs, pela primeira vez enfrentou os rivais de estado Florida Panthers, seguido de uma série com os Carolina Hurricanes e outra final de conferência com os Islanders, que acabariam vencidos em 7 jogos. Na final vinha o Montreal Canadiens que tinha sido o pior dos times a se classificar, e que só conseguiu uma vitória no jogo 4 para evitar a varrida, garantindo ao Lightning o terceiro título, sendo a segunda equipe desde 2006 a conseguir campeonatos consecutivos.

## ThunderBug
O mascote do Lightning é um  inseto vestido com a roupa do Lightning chamado Thunderbug. Ele participa nos jogos e faz aparições na comunidade. Segundo o site do Thunderbug, Thunderbug goza de festas de aniversário, hóquei da rua, hóquei no gelo, e os fãs do Lightning, enquanto seus desgostos incluem flyswatters e bug zappers(mata-moscas).

## Honrarias
| No. | Jogador            | Posição | Careeira  | Data de aposentadoria |
| --- | ------------------ | ------- | --------- | --------------------- |
| 4   | Vincent Lecavalier | C       | 1998–2013 | 2018                  |
| 26  | Martin St. Louis   | RW      | 2000–2014 | 2017                  |

### Capitães
- Paul Ysebaert, 1995–97
- Mikael Renberg, 1997–98
- Rob Zamuner, 1998–99
- Bill Houlder, 1999
- Chris Gratton, 1999–2000
- Vincent Lecavalier, 2000–01
- Dave Andreychuk, 2002–06
- Tim Taylor, 2006–08
- Vincent Lecavalier, 2008–13
- Martin St. Louis, 2013–14
- Steven Stamkos, 2014–presente

## Hall da Fama
- Dave Andreychuk, C, 2001–2006, introduzido em 2017
- Dino Ciccarelli, RW, 1996–1998, introduzido em 2010
- Mark Recchi, RW, 2008–2009, introduzido em 2017
- Denis Savard, C, 1993–1995, introduzido em 2000
- Martin St. Louis, RW, 2000–2014, introduzido em 2018

## Notáveis torcedores
- Hulk Hogan, Brooke Hogan, Dick Vitale, Julian Green, Patrick Wilson, Titus O'Neil, Marc Mero, Terry Butler, Phil Hughes, Stephen King, Kevin Kiermaier.